# Авторитаризм
Авторитари́зм (от лат. auctoritas — «власть», «влияние») — тип недемократического политического режима, основанного на несменяемой централизованной (автократической или олигархической) власти одного лица (президента, монарха, премьер-министра) или группы лиц (например, политической партии) при сохранении в стране определённого уровня экономических, гражданских и идейных свобод.
Этот политический режим предполагает подавление несистемной оппозиции или её полное отсутствие, а также невозможность для легальной оппозиции существенно влиять на политику государства. Авторитарные лидеры используют власть, не принимая во внимание отличные от мнения власти и разрешённой оппозиции (если она присутствует) политические взгляды, и их почти невозможно сменить путём выборов.
Авторитарные режимы могут быть как откровенными диктатурами, так и режимами «соревновательного», «электорального авторитаризма». Соревновательные авторитарные режимы могут приближаться к демократиям по уровню плюрализма и соблюдения гражданских прав; обычно они являются политической системой с доминирующей партией, в которой последняя использует различные средства для превращения любой оппозиции в малозначимую силу.
Примерно треть государств в современном мире классифицируются как авторитарные.

## Происхождение термина
Термин «авторитаризм» был введён в научное обращение теоретиками Франкфуртской школы, означал определённый набор социальных характеристик, присущих как политической культуре, так и массовому сознанию в целом.
Авторитаризм — это, во-первых, социально-политическая система, основанная на подчинении государству и его лидерам. Во-вторых — социальная установка или черта личности, характеризующаяся уверенностью в том, что в обществе должна существовать строгая и безусловная преданность правителю, беспрекословное подчинение людей авторитетам и властям.
Политический режим, соответствующий принципам авторитарности, означает отсутствие подлинной демократии как в отношении свободного допуска до выборов, так и в вопросах управления государством. Сочетается с диктатурой отдельной личности (автократией) или группы личностей (олигархией), которая проявляется в той или иной степени.

## Типология
Одна из типологий авторитарных режимов принадлежит немецкому политологу Дирку Берг-Шлоссеру. Он выделял следующие разновидности авторитаризма:
1. Абсолютистские и некоторые (в которых монарх сохраняет значительную власть) конституционные монархии (примеры: Эфиопия до 1974 г., Непал до 2007 г., Саудовская Аравия, Иордания, Япония до 1947 г. и другие).
2. Традиционные режимы олигархического типа. Характерны для стран Латинской Америки (примеры: Гватемала, Куба до 1959 г., Никарагуа до 1979 г. и другие).
3. Гегемонистский авторитаризм новой олигархии[неизвестный термин] (примеры: Камерун, Тунис, Филиппины при Ф. Маркосе в 1972—1985 гг.).
4. Ряд стран «социалистической ориентации» со всеми особенностями восприятия социализма, его типов, эгалитаристских традиций собственной культуры.
5. Военные диктатуры (примеры: режим Г. А. Насера в Египте, Х. Перона в Аргентине, А. Пиночета в Чили, военная диктатура при конституционной монархии в Таиланде, авторитарные режимы в Ираке, Перу и другие).
6. Неоавторитарные режимы (исследователи описывают как «посттоталитарный технократический неоавторитаризм»): «посттоталитарный» подчёркивает, что власть произошла из тоталитарного прошлого и утратила ряд его черт, но всё ещё использует прежние рычаги в мобилизационных целях (стимулирование экономического роста, наращивание национальной мощи, сохранение политического контроля над обществом); «технократический» подразумевает преимущественно технократические способы принятия решений, но не исходя из ранее используемой идеологической мотивации; для «неоавторитаризма» характерна идея отказа от авторитаризма и нацеленность на удовлетворение корпоративных интересов страны в пользу решения общенациональных задач; примером здесь выступает Китай[7].

Также выделяют как разновидность авторитаризма теократические режимы, когда политическая власть сконцентрирована в руках духовенства (например в Иране).
Кроме того, выделяется такой вид авторитарного режима как корпоративный авторитаризм, при котором власть находится в руках олигархических, бюрократических или теневых группировок, которые совмещают в себе и власть, и собственность. Из-за этого всеми решениями государства, по сути, управляют эти группировки, которые используют ветви государственной власти в своих интересах.

## Отличие авторитаризма от тоталитаризма
1. Главное отличие авторитаризма от тоталитаризма в том, что в авторитарном режиме власть воздействует на общество и публичное пространство лишь по мере необходимости с целью сохранения политической стабильности, тогда как тоталитарный режим стремится по умолчанию контролировать все общественные процессы и взгляды каждого гражданина.
2. Для авторитарного режима характерна завязанность на первых лиц, потому что они обеспечивают прежде всего государственный курс, а не идеологию, в то время как в тоталитарном режиме первостепенна идеология, а не публичный вождь, хотя он всегда присутствует в целях поддержания легитимности политического строя и всеобъемлющей идеологизации населения (Сталин в СССР эпохи сталинизма, Бенито Муссолини в Италии эпохи фашизма, Гитлер в нацистской Германии, Ким Ир Сен в Северной Корее)[источник не указан 149 дней].
3. Авторитарный режим заканчивается или со смертью лидера, не оставившего себе преемника, и/или в случае, когда к власти придёт антиавторитарный лидер (который может быть либеральным, консервативным или прогрессивным), из-за чего режим превратится в демократический (Южная Корея или Тайвань). Тоталитарный режим более стойкий, не заканчивается с уходом первого лица и практически не способен разрушиться без влияния внешних сил, хотя имеет свойство становиться авторитарным режимом, когда его мобилизационный ресурс или возможности экстенсивного развития исчерпываются, что и произошло в Китае с реформами Дэн Сяопина[источник не указан 149 дней].
4. У тоталитарного и авторитарного режимов различаются цели. Тоталитаризм часто связан с желанием построить утопическое государство, в то время как авторитаризм в основном предназначен для решения конкретных текущих задач, быстрой мобилизации всего государства.
5. Принцип тоталитарного режима — «запрещено всё, что не разрешено законом», а принцип авторитарного — «запрещено всё, что вредит власти»[9].
6. В отличие от тоталитаризма, население при авторитарной власти не идеологизировано, так как официальная идеология либо отсутствует, либо распространяется только на государственный аппарат[10].

«Поэтому оппозиция авторитаризму, как правило, существует, хотя и существенно отличается от оппозиций в условиях демократии. Что отличает оппозиции в условиях авторитаризма и демократии, так это уровень их терпимости к правящей политической группировке. Нетерпимость режима с необходимостью порождает адекватную реакцию со стороны оппозиции — её главной целью и смыслом деятельности становится устранение режима с политической сцены. Естественно, что избираемые для этого средства далеко не всегда являются правовыми и часто вступают в конфликт с тем, что является официально признанным».— 

## Признаки авторитарного режима
Авторитарный режим имеет следующие характерные признаки:
1. Отчуждение народа от власти: сужена или сведена на нет сфера применения принципов выборности государственных органов и должностных лиц, гласности их деятельности, подотчётности и подконтрольности их населению.
2. Значительный централизм в руководстве обществом: происходит концентрация и централизация власти в руках определённой личности, группы людей или нескольких тесно взаимосвязанных государственных (либо партийных) органов, решения которых должны выполняться беспрекословно. При этом исполнительная власть становится выше законодательной и судебной или разделение властей вовсе отсутствует[12]. Властью при авторитаризме могут являться совершенно различные группы: режим может опереться на олигархию, бюрократию, церковь.
3. Руководство и управление обществом во всех сферах жизнедеятельности осуществляется в основном командно-административными, приказными методами: на всех уровнях государственного механизма господствует правило жёсткого обязательного подчинения нижестоящих звеньев вышестоящим.
4. Доминирование в политической системе одной, правящей партии: разрешаются только те политические объединения, которые выступают на стороне существующего режима или лояльны по отношению к нему. С другой стороны, те организации, которые угрожают его власти, оказываются вне закона. Государство терпит легальную оппозицию, но сужает пространство её деятельности.
5. Во многом неправовой характер деятельности власти: роль права и закона в условиях авторитарного режима часто становится второстепенной — власть получает полномочия, законом не ограниченные и закону не подчинённые. Большинство законов носит неправовой характер, когда конституция не рассматривается в качестве основного закона и основы правопорядка, а её подменяют указы главы государства или партийные директивы и приобретающие силу закона.
6. Ущемление прав и свобод граждан: так как народ отчуждается от власти и превращается в объект манипулирования, для авторитаризма характерно «неприятие» демократических прав и свобод.
7. Армия, полиция, органы безопасности используются для подавления оппозиционных сил, выступающих против режима, служат инструментом и основной опорой власти: насилие является преимущественным средством для решения любых проблем. Большое, в некоторых странах даже преобладающее, влияние в политической сфере имеют внеконституционные органы, главная роль принадлежит силовикам.
8. Все средства массовой информации и само их содержание берутся под строгий контроль государства: СМИ разрешается критиковать отдельные недостатки государственной политики и отдельных должностных лиц, но в целом СМИ должны сохранять лояльность к режиму. Может существовать цензура как специальный государственный институт.

Авторитаризм — это «компромисс» между тоталитаризмом и демократией, он является переходным от тоталитаризма к демократии, равно как от демократии к тоталитаризму. Авторитарный режим близок к тоталитарному по политическому признаку, а к демократии — по экономическому: не имея политических прав, люди, как правило, имеют определенные экономические возможности.
При любом авторитарном режиме контроль правительства над обществом не является всеобъемлющим, что и отличает его от тоталитаризма.

## Выборы
По данным Economist Intelligence Unit
за 2024 год, из 76 стран, проводящих выборы политического руководства, по меньшей мере, в 28 странах результаты будут подтасованы, поскольку в этих странах правят авторитарные режимы. Диктаторы используют выборы для подтвержения легитимности своей власти и вознаграждения граждан за лояльность. Победы на таких выборах достигаются за счет подделки результатов голосования, извращения в свою пользу электоральной системы и медийного пространства, преследования оппозиции, запугивания или подкупа подачками избирателей.

## Падение и трансформация авторитарных режимов
В период с 1946 года по 2010 год больше всего (35 %) изменений авторитарных режимов произошло в результате военных переворотов. Другие варианты включали ненасильственные протестные действия «снизу» (17 %), победу оппозиции на выборах (13 %), иные изменения, инициированные «сверху» (8 %), гражданские войны, революции (8 %), внешнее вмешательство (5 %), распад государства (2 %). В исследовании А. Кендалл-Тейлор отмечается, что в период между 1950 годом и 2012 годом 473 авторитарных лидера потеряли власть, причем переворот был самым частым способом потери власти (153 случая), но лишь в 20 % случаев это привело к демократии.

## Авторитаризм в современном мире
Согласно индексу демократии, составляемому журналом The Economist с 2006 года (ежегодно – с 2010 года), по состоянию на 2023 год, 58 государств являются авторитарными. 
По мнению бывшего премьер-министра Великобритании Риши Сунака, наибольшую опасность на мировой арене представляют страны т.н. «авторитарной оси»: Россия, Китай, Иран и Северная Корея. Сунак считает, что эти страны враждебно относятся к интересам и ценностям демократических стран и предпринимают совместные усилия для подрыва существующего мирового порядка.

### Постсоветское пространство
По индексу демократии на 2006 год, на постсоветском пространстве авторитарными режимами являлись Азербайджан, Армения, Беларусь, Казахстан, Кыргызстан, Таджикистан, Туркменистан и Узбекистан. В 2010 году из числа авторитарных государств была выведена Армения, перешедшая в категорию гибридных режимов. В 2011 году к числу авторитарных государств впервые была отнесена Россия, с тех пор каждый год теряющая позиции в рейтинге.
По состоянию на 2023 год, на постсоветском пространстве располагаются восемь авторитарных режимов – Азербайджан, Беларусь, Казахстан, Кыргызстан, Россия, Таджикистан, Туркменистан и Узбекистан. В большинстве из этих государств установилась полуторапартийная система во главе с правящей партией (в Азербайджане — «Новый Азербайджан», в Беларуси — «Белая Русь», в Казахстане — «Аманат», в России — «Единая Россия», в Таджикистане — НДПТ, в Туркменистане — ДПТ, в Узбекистане — УзЛиДеП) и несменяемым лидером: в Азербайджане — Ильхам Алиев, в Беларуси — Александр Лукашенко, в России — Владимир Путин (де-юре с перерывом в 2008-2012 годах), в Таджикистане — Эмомали Рахмон, в Туркменистане — династия Бердымухамедовых (Гурбангулы Бердымухамедов в 2022 году передал власть своему сыну Сердару), в Казахстане с 1991 по 2019 год — Нурсултан Назарбаев, в Узбекистане с 1991 по 2016 год — Ислам Каримов.